# Ai Haruna
Ai Haruna (はるな 愛?, Haruna Ai; Osaka, 21 luglio 1972) è un personaggio televisivo e cantante giapponese.

## Biografia
Nata con identità maschile con il nome di Kenji Onishi, si è sottoposta all'intervento chirurgico di riassegnazione del sesso nel 1995.
Nell'ottobre 2009, Haruna ha vinto il concorso di bellezza transgender "Miss International Queen 2009" tenutosi a Pattaya, in Thailandia, diventando la prima concorrente giapponese a vincere il titolo.
Il 24 agosto 2021 è apparsa all'inizio della cerimonia di apertura delle Paralimpiadi di Tokyo tenutesi allo Stadio Nazionale, dove si è esibita in uno spettacolo di danza.

## Discografia

### Singoli
- I・U・Yo・Ne (2008)
- Natsu Dekoboko Love (夏 凸凹ラブ) (2009)
- Crazy Love (2010)
- Motto Ai o (もっと愛を) (2012)
- Eenende (えぇねんで) (2016)

### Collaborazioni
- Momi Momi Fantastic feat. Haruna Ai - Asia Engineer (2009)